# جوزيه بوسينغوا
خوزيه بوسينغوا دا سيلفا (بالبرتغالية: José Bosingwa‏)، من مواليد 24 أغسطس 1982 في كينشاسا في الكونغو الديمقراطية، لاعب كرة قدم برتغالي.
بدأ مسيرته الكروية مع نادي فرياموند في موسم 2000/2001، وشارك معهم في 11 مباراة، وفي عام 2001 انتقل إلى نادي بوافيستا، ولعب معهم حتى عام 2003، وشارك معهم في 40 مباراة، وفي عام 2003 انتقل إلى نادي بورتو، ولعب معهم حتى عام 2008، وشارك معهم في 105 مباريات وسجل هدفين، وعام 2008 لعب مع نادي تشيلسي الإنجليزي حتى عام 2012 ثم أنتقل إلى كوينز بارك رينجرز حتى عام 2013، وبعدها انتقل إلى نادي طرابزون سبور التركي حتى عام 2015، ثم تم انتهاء عقده مع النادي التركي وهو الآن بدون نادي.
بدأ باللعب مع منتخب البرتغال لكرة القدم في عام 2007.

## مسيرته الكروية
لعب جوزيه بوسينغوا خلال مسيرته الاحترافية مع 6 أندية في ستة عشر موسمًا وسجل خلالها 6 أهداف ضمن 334 مباراة. حيث فاز في أربعة مواسم بالكأس وفي خمسة مواسم بالدوري.
خاض جوزيه بوسينغوا مسيرته مع نادي فريموند ‏ في موسم 2000–01 لمدة موسم واحد، مشاركًا في 11 مباراة ولم يسجل أي هدف. ثم انتقل إلى نادي بوافيشتا في موسم 2001–02 ولمدة موسمين، حيث شارك في 41 مباراة ولم يسجل أي هدف أيضًا. لينتقل بعدها إلى نادي بورتو في موسم 2003–04 ليلعب معه خمسة مواسم، مشاركًا في 107 مباراة سجل خلالها 3 أهداف. ثم انتقل إلى نادي تشيلسي في موسم 2008–09 ليلعب معه أربعة مواسم، مشاركًا في 89 مباراة سجل خلالها 3 أهداف أيضًا. هذا وانتقل لاحقًا إلى نادي كوينز بارك رينجرز في موسم 2012–13 لمدة موسم واحد، مشاركًا في 23 مباراة ولم يسجل أي هدف. ثم انتقل بعدها إلى نادي طرابزون سبور في موسم 2013–14 واستمر معه طيلة ثلاثة مواسم، مشاركًا في 63 مباراة ولم يسجل أي هدف أيضًا.

## روابط خارجية
- جوزيه بوسينغوا على موقع الاتحاد الدولي (مؤرشف)  (الإنجليزية)
- جوزيه بوسينغوا على موقع الاتحاد الأوربي (الإنجليزية)
- جوزيه بوسينغوا على موقع اتحاد تركيا (لاعب) (الإنجليزية)
- جوزيه بوسينغوا على موقع قاعدة بيانات كرة القدم.إي يو (الإنجليزية)
- جوزيه بوسينغوا على موقع ناشيونال فوتبول تيمز (الإنجليزية)
- جوزيه بوسينغوا على موقع Soccerbase.com (لاعب) (الإنجليزية)
- جوزيه بوسينغوا على موقع Soccerway.com (الإنجليزية)
- جوزيه بوسينغوا على موقع عالم كرة القدم.نت (الإنجليزية)
- جوزيه بوسينغوا على موقع كووورة
- جوزيه بوسينغوا على موقع أوليمبيديا (الإنجليزية)